# Дубоко језеро (Тверска област)
Дубоко (рус. Глубокое озеро), познато и као Карповшчина (рус. Карповщина) моренско је језеро на северозападу европског дела Руске Федерације, на северу Тверске области на подручју Осташковског рејона. Налази се на око 15 километара западно од града Осташкова.
Површина акваторије је 6,5 км², максимална дужина до 5,6 км, а ширина до 2,1 километра. Укупна дужина обале је 22,3 километра, макисмална дубина 7,6 метара, у просеку око 4,8 метара. Површина језера лежи на надморској висини од 224 метра.
Језеро је издужено у смеру запад-исток, обале су местимично високе и сиве, а местимично ниске и замочварене. Преко речице Глубочице повезано је са језером Селигер и басеном реке Волге.